# Cinara tenuipes
Cinara tenuipes är en insektsart. Cinara tenuipes ingår i släktet Cinara och familjen långrörsbladlöss. Inga underarter finns listade i Catalogue of Life.